# Max Reger
Johann Baptist Joseph Maximilian (Max) Reger (Brand (Opper-Palts), 19 maart 1873 – Leipzig, 11 mei 1916) was een Duits componist, pianist, organist, dirigent en muziekpedagoog.
In Meiningen in de deelstaat Thüringen staat het Max Reger-archief dat aan zijn werk en leven is gewijd.

## Levensloop
Reger werd geboren in Brand (Beieren, Duitsland) als het eerste kind van Josef Reger, een leerkracht en amateurmusicus, en zijn vrouw Katharina Philomena. Als kind woonde Reger met zijn ouders te Weiden in der Oberpfalz. Al vanaf zijn vijfde liet zijn vader hem kennismaken met orgel, piano en harmonieleer, en zijn moeder gaf hem zijn eerste pianolessen. In 1885 werd hij de organist van de zondagsdiensten van de Stadtpfarrkirche St. Michael te Weiden. In 1888 nam zijn oom hem mee naar het Bayreuth opera festival, waar hij Wagner's "Die Meistersinger von Nürnberg" en "Parsifal" ervoer. Dit maakte zo'n indruk op hem dat hij besloot zijn verdere leven aan de muziek te wijden. Later dat jaar schreef hij zijn eerste serieuze compositie, een niet-gepubliceerde overture in B mineur van 120 pagina's. Zijn muziekleraar Adalbert Lindner stuurde de partituur naar Hugo Riemann, toentertijd een van de bekendste musicologen in Duitsland, die positief reageerde.
Dit leidde tot Regers studie muziektheorie bij Hugo Riemann aan de Hochschule für Musik und Theater in München en Wiesbaden (1890 - 1895), tegen de wens van zijn vader in. In deze studieperiode verschenen ook Regers eerste publicaties van kamermuziek. In 1894 kreeg Reger een aanstelling in Wiesbaden als docent piano, orgel en muziektheorie, en werd daarmee feitelijk een collega van Riemann. In 1896/1897 ontkwam Reger niet aan de militaire dienstplicht, wat hem gezondheidsproblemen en een schuldenlast opleverde. Aanvankelijke pogingen om het tij te keren mislukten, wat hem aan de alcohol bracht. In 1898 keerde hij wegens ziekte tijdelijk terug naar zijn ouderlijk huis, waar hij zijn eerste werk voor koor en orkest componeerde, "Hymne an den Gesang", op.21, maar ook in toenemende mate last kreeg van depressies en overmatig alcoholgebruik. In 1899 deed hij een huwelijksaanzoek aan zijn voormalige pianoleerling Elsa von Bagenski. Zij wees hem aanvankelijk af omdat ze juist een relatie met een alcoholverslaafde militair had beëindigd en dit niet nog eens wilde meemaken.
Reger vond dat jaar een nieuwe uitgever, en raakte bevriend met organist Karl Straube, die de complexiteit van Regers orgelwerken aankon en een levenslange vriend en ambassadeur zou worden. Ook andere musici begonnen belangstelling te tonen voor Regers werk, waardoor zijn inkomsten toenamen en hij zijn schulden kon aflossen. Reger vestigde zich in 1901 in München (met zijn ouders en zijn zus Emma), waar zijn faam als concertpianist en vernieuwende componist snel toenam, wat hem voldoende inkomen verschafte om een gezin te onderhouden. Zijn succes overtuigde Elsa om alsnog met hem te trouwen. Het huwelijk met de protestantse Elsa zorgde wel voor Regers excommunicatie uit de Katholieke kerk, maar Reger voelde zich thuis bij beide godsdiensten, zoals ook uit zijn oeuvre blijkt. Max en Elsa adopteerden later twee kinderen, Lotti en Christa.
In 1907 verhuisde hij naar Leipzig om daar hoogleraar in compositie te worden aan de universiteit. Tezelfdertijd was hij ook internationaal actief als dirigent en concertpianist. Zijn optredens in 1907 in Amsterdam en Den Haag waren zeer succesvol: Reger werd benoemd tot 'verdiend lid' van de Maatschappij ter Bevordering der Toonkunst. In 1910 werd in Dortmund het eerste Duitse Reger-feest georganiseerd: zeven concerten met vele prominente musici. In Leipzig ontstond echter ook een goed georganiseerde groep critici die zijn activiteiten daar zoveel mogelijk hinderde. In 1911 kwam de positie van hofkapelmeester beschikbaar aan het hof van Hertog Georg II van Meiningen. Reger wilde niet solliciteren, maar gaf aan de positie te willen aanvaarden als hij gevraagd zou worden, wat ook gebeurde. De ervaring die hij opdeed als dirigent van een orkest weerspiegelde zich in toenemende mate in zijn composities. De hertog mocht Reger meteen, maar dat was niet geheel wederzijds: Reger vond dat hij, begiftigd door God als componist, op minstens hetzelfde niveau stond als de adel, een houding die Ludwig van Beethoven honderd jaar eerder ook had jegens zijn werkgever.
Regers alcoholisme bleef een grote hinder voor zijn functioneren, en hij onderging een kuur in Meran. In 1914 nam hij, totaal overwerkt, ontslag als hofkapelmeester, maar pakte daarna toch weer zijn werk als docent en uitvoerend musicus op. In 1915 verhuisde hij naar Jena, waarbij hij eens per week naar Leipzig ging om te doceren. Hij overleed in 1916 op 43-jarige leeftijd aan een hartaanval in zijn hotelkamer nadat hij met vrienden een restaurant had bezocht. Toen men hem vond had hij de proefdrukken van zijn "Acht geistliche gesänge", inclusief "Der Mensch lebt und bestehet nur eine kleine Zeit" (De mens leeft en bestaat slechts een korte tijd), naast zijn bed. Elsa Reger richtte na zijn dood het Max Reger Instituut op, dat vandaag de dag gehuisvest is in Karlsruhe.

## Muziek
Regers oeuvre bestaat uit 147 gepubliceerde opus nummers, plus ruim 200 niet-gepubliceerde werken. De muziek van Reger wordt vaak onderverdeeld in drie perioden, zoals ook de 2016-documentaire "Maximum Reger" in 3 delen is uitgebracht:
1. Vroege periode, 1888-1905: hierin conformeerde Reger zich goeddeels aan het idioom van met name Brahms; hij was hierin buitengewoon productief;
2. Middenperiode, 1906-1911: hierin zocht Reger de grenzen van de tonaliteit op (maar overschreed ze nooit); hierin schreef hij zijn meest complexe composities;
3. Late periode, 1912-1916: hierin liet Reger zich in toenemende mate leiden door intuïtieve inspiratie; dit zijn zijn meest toegankelijke composities.

Reger componeerde stukken in vrijwel alle genres, maar steeds in pure abstracte vorm: hij was een fel voorstander van de absolute muziek. Zijn programmatische Vier Tondichtungen nach Arnold Böcklin vormen hierop een uitzondering: deze symfonische gedichten schreef hij bij vier schilderijen van de Zwitserse schilder. Reger stond sterk onder invloed van Bach, Beethoven, Schumann en Brahms, maar met als bijzonder kenmerk de zwevende tonaliteit die voortbouwt op de harmonische taal van Wagner. Zijn orgelmuziek werd vooral beïnvloed door Bach, maar ook Franz Liszt. In totaal publiceerde Reger zo'n 150 composities waarvan vooral zijn orgelwerken onovertroffen zijn en overal ter wereld uitgevoerd worden.
Een befaamd citaat van hem luidt: "Bach ist Anfang und Ende aller Musik": ("Alle muziek begint en eindigt bij Bach".). Een ander bekend citaat van hem betreft zijn schriftelijke reactie op een tamelijk negatieve recensie van zijn Sinfonietta op.90: "Ik zit in het kleinste kamertje van mijn huis. Ik heb uw recensie voor me. Weldra zal die achter mij zijn".
Reger componeerde niet om te vermaken; hij wilde overweldigen, onderdompelen, de adem benemen; niet vanuit het ego, maar vanuit de verbinding met God.
Reger stond in zijn tijd in hoog aanzien. Al in 1898, toen hij pas 25 was, publiceerde muziekcriticus Caesar Hochstetter een artikel "Noch einmal Max Reger" waarin hij hem prees als een "zeer talentvolle jonge componist". Paul Hindemith noemde hem "De laatste gigant". Arnold Schönberg schreef in een brief aan dirigent Alexander von Zemlinksy in 1922: "Reger... zou naar mijn mening vaak moeten worden gedaan (d.w.z.: beluisterd, uitgevoerd en bestudeerd)... 1, omdat hij veel heeft geschreven, en 2, omdat hij al is overleden en mensen hem nog niet begrijpen (ik vind hem een genie)". In zijn muzikale studie "Mozart en anderen" concludeerde schrijver Maarten 't Hart: "Lieve God, geef ons toch Reger in het Concertgebouw in plaats van Mahler!" Hoewel zijn muziek lange tijd werd afgedaan als academisch, ingewikkeld en onbezield, is er sinds de jaren 2010 weer toenemende interesse.

## Lijst van composities

### Orkestwerken
- Heroide, symfonisch deel, 1889;
- Castra vetera (toneelmuziek), 1890;
- Symfonische deel in d, 1890;
- Lyrisches Andante (Liebestraum), voor strijkers, 1890;
- Scherzino, voor hoorn en strijkers, 1899;
- Elegie, op.26-1, 1897;
- 2 Romanzen, voor viool en orkest, op.50, 1900;
- Variaties en Fuga op een Thema van Beethoven, op.86, 1915;
- Sinfonietta, op.90, 1905;
- Suite im alten Stil, op.93, 1916;
- Serenade, op.95, 1906;
- Variaties en Fuga op een Thema van J.A. Hiller, op.100, 1907;
- Vioolconcert, op.101, 1908;
- Suite, voor viool en orkest, op.103a, 1908 (georkestreerd door Baranski);
- Symphonischer Prolog zu einer Tragödie, op.108, 1908;
- Pianoconcert, op.114, 1910;
- Eine Lustspielouvertüre, op.120, 1911;
- Konzert im alten Stil, op.123, 1912;
- Eine Romantische Suite, naar Eichendorff, op.125, 1912;
- 4 Tondichtungen nach Arnold Böcklin, op.128, 1913;
- Eine Ballettsuite, op.130, 1913;
- Variaties en Fuga op een Thema van W. A. Mozart, op.132, 1914;
- Eine vaterländische Ouvertüre, op.140, 1914;

### Werken voor harmonieorkest
- Fanfaren für Infanteriekapelle uit het feestspel Castra vetera (1899/1900)

### Werken voor koor en orkest
- Hymne an den Gesang (tekst van L. Steiner), voor mannenkoor en orkest, op.21, 1898;
- Gesang der Verklärten (tekst van K. Busse), op.71, voor koor en orkest, 1903;
- Psalm 100, op.106, voor koor en orkest, 1908;
- Die Nonnen (tekst van M. Boelitz), op.112, voor koor en orkest, 1909;
- Die Weihe der Nacht, op.119 (tekst van F. Hebbel), voor altstem, koor en orkest, 1911;
- Römischer Triumphgesang, op.126, voor mannenkoor en orkest, 1912;
- Latijns Requiem: 1e deel Totenfeier, voor 4 solostemmen en orkest, 2de deel Dies Irae, voor koor en orkest, (niet compleet), op.145a, 1914;
- 2 Gesänge: Der Einsiedler op.144a (naar Eichendorff), voor bariton, klein koor en orkest, en "Hebbel Requiem" op.144b (naar F. Hebbel), voor alt of basstem, koor en orkest, 1915;

### Werken voor solostem en orkest
- An die Hoffnung op.124 (naar Hölderlin), voor alt, mezzosopraan of bariton en orkest, 1914;
- Hymnus der Liebe op.136 (Jaco-bowski) Bar/A, orch, 1914

### Werken voor orgel (selectie)
- Variationen über "Ein feste Burg ist unser Gott", Op. 27, 1898
- Freu dich sehr, o meine Seele, Op. 30, 1898
- Wie schön leucht’t uns der Morgenstern, Op. 40/1, 1899
- Straf mich nicht in deinem Zorn, Op. 40/2
- Alle Menschen müssen sterben, Op. 52/1, 1899
- Wachet auf, ruft uns die Stimme, Op. 52/2
- Hallelujah! Gott zu loben, Op. 52/3
- Zwölf stücke für orgel, op.65, 1902
- 52 Choralpräludien, Op. 67, 1902
- Zwölf stücke für orgel, Op.80, 1904
- Introduction, Passacaglia & Fugue, Op.127, 1913
- 30 Kleine Choralpräludien, Op.135a, 1914
- Sieben stücke für orgel, Op.145, 1916

Werken voor Cello
- Sonata op. 5 in F minor (1892)
- Sonata No2 op. 28 in G minor (1898)
- Sonata No3 op. 78 in F major (1904)
- Sonata op. 116 in A minor (1910)

### Werken voor strijkkwartet
- Quartett in d moll (1888/89)
- Quartett in g moll op. 54 Nr. 1
- Quartett in a dur op. 54 Nr. 2
- Quartett in d moll op. 74
- Quartett in es dur op. 109
- Quartett in fis moll op. 121

## Arrangementen

### Arrangementen van muziek vanBach
- Suite (Bach/Reger-suite), 1915
- Aria O Mensch, bewein dein Sünden groß, voor strijkers, 1915
- Suite, voor fluit en strijkers;

### Georkestreerde liederen
- 14 van Hugo Wolf
- 15 van Schubert en Schumann

Werken voor piano
- Träume am Kamin opus 143 (1915)

## Registraties
- Van de belangrijkste werken van Reger zijn cd-opnames beschikbaar. De labels Chandos en het vroegere Koch-Schwann lopen daarbij voorop.
- Onder auspiciën van het Max Reger Instituut is eind 2016 de box "Maximum Reger" uitgebracht met 3 DVD's (documentaire) en 12 uur audio muziek.
- Het Nederlandse Brilliant Classics label heeft in 2013 een 11-CD box uitgebracht met de meest toegankelijke werken van Reger (EAN: 5028421946634)
- Het Duitse cd-label CPO heeft een opname van door Reger georkestreerde liederen van Schubert in zijn catalogus.
- Hetzelfde CPO label heeft tussen 2012 en 2019 een serie van 6 CD's uitgebracht met zijn belangrijkste orgelwerken, uitgevoerd door Gerhard Weinberger.